# Дик Чейни
Ричард Брус „Дик“ Чейни (на английски: Richard Bruce „Dick“ Cheney, роден на 30 януари 1941 г.) е четиридесет и шестият вицепрезидент на САЩ в администрацията на Джордж У. Буш, заемащ поста от 20 януари 2001 г. до 20 януари 2009 г. Преди това служи като шеф на кабинета на президента Джералд Форд (1975 – 77), член на Камарата на представителите от щата Уайоминг (1978 – 1989) и като министър на отбраната в администрацията на Джордж Х. У. Буш (1989 – 1993). Като министър на отбраната той отговаря за Операция Пустинна буря през 1991 г. и други действия. След като се отказва от амбицията си да се кандидатира за президент на САЩ на изборите през 1996 г., Чейни става председател и изпълнителен директор на компанията Halliburton (1995 – 2000). Дик Чейни е считан за най-силния вицепрезидент в историята на САЩ, като под неговото ръководство офисът на вицепрезидента значително е увеличил своето влияние. След атентатите от 11 септември 2001 г. той играе ключова роля в обосноваването на политиката и изпълнението на Войната срещу тероризма, разширяването на правомощията на президента, както и във въвличането на САЩ във Войната в Ирак.

## Произход и младежки години
Ричард Брус Чейни е роден в Линкълн, Небраска в семейството на Ричард Хърбърт Чейни и Марджъри Лорейн Дики. Той посещава основното училище Калвърт преди семейството му да се премести в Каспър, Уайоминг, където посещава гимназията на окръг Натрона. Баща му е служител по съхранението на почвата към Министерството на земеделието на САЩ. Майка му е звезда в играта софтбол през 30-те години. Има брат и сестра. Посещава Йейлския университет, но не успява да завърши. По-късно взема бакалавърска и магистърска степен по политология от Университета на Уайоминг. Опитва се да придобие докторска степен от Университета на Уисконсин в Мадисън, но не успява.
През 1962 и 1963 г. Чейни е арестуван за шофиране в пияно състояние.
През 1964 г. Дик Чейни се жени за Лин Винсънт, любимата му от гимназията, с която се запознава на четиринадесетгодишна възраст. Те имат две дъщери, Елизабет и Мери, и шест внуци. Днес Лин Винсънт е член на Американския предприемчески институт. Според нея, Дик Чейни и 44-тият президент на САЩ Барак Обама са осми братовчеди.
Чейни подкрепя войната във Виетнам и е годен за наборна военна служба, но кандидатства и получава четири студентски отлагания от набор и веднъж, защото съпругата му е била бременна. През януари 1967 г. Чейни навършва 26 г. и вече не може да бъде повикан в армията.
Дик Чейни посещава Обединената методистка църква. Той е преживял четири сърдечни удара през 1978, 1984, 1988 и 2000 г.

## Ранно назначение в Белия дом
Политическата кариера на Чейни започва през 1969 г., когато спечелва конкурс за стажант при конгресмена Уилям Стайджър. Скоро след това се присъединява към персонала на Доналд Ръмсфелд, който управлява Агенцията за икономически възможности в администрацията на Ричард Никсън през 1969 – 70 г. През 1971 г. е назначен за асистент към персонала на Белия дом, през 1971 – 73 г. е заместник-директор на Съвета за жизнен стандарт, а през 1974 – 75 г. е асистент на президента Джералд Форд. Доналд Ръмсфелд е повишен от началник на кабинета на президента на министър на отбраната и Чейни заема неговото място. Двамата успешно полагат усилия за назначението на Джордж Х. У. Буш като директор на ЦРУ. Чейни, Ръмсфелд и Пол Улфовиц твърдят, че Съветският съюз разполага с нови оръжия за масово унищожение, макар да нямат доказателства за това, и по този начин увеличават разходите за отбрана. През 1975 г. Чейни и Ръмсфелд помагат да убедят президента Форд, който се е страхувал от кандидатурата на Роналд Рейгън за републиканската номинация, да изостави вицепрезидента Нелсън Рокфелер, защото на него не е гледано с добро око от десните републиканци. През 1976 г. Чейни управлява предизборната кампания на Джералд Форд. Форд губи изборите от Джими Картър.

## В Конгреса
През 1978 г. Дик Чейни е избран за конгресмен от щата Уайоминг като републиканец на мястото на оттеглящия се Тено Ронкалио, побеждавайки кандидата от Демократическата партия Бил Бейли. Чейни е преизбиран пет пъти, заемайки поста до 1989 г. Той става републиканският лидер в Комисията по разузнаване, където последователно се бори срещу конгресния надзор и срещу ограниченията на президентската власт. Чейни защитава петролните и въглищните интереси на Уайоминг. Федералната сграда в Каспър, Уайоминг е наречена на негово име.
Чейни гласува срещу създаването на Федералното министерство на образованието, основавайки решението си на бюджетния дефицит, противопоставянето си на нарастването на правителството и загрижеността си за правата на отделните щати. През 1986 г., след като президентът Роналд Рейгън е поставил вето на закон за установяване на икономически санкции срещу режима на апартейд в Южна Африка, Чейни гласува в подкрепа на ветото, изразявайки съпротивата си срещу „едностранни санкции“, като казва, че те „почти никога не вършат работа“. Той също се противопоставя на едностранни санкции срещу Куба. Чейни гласува срещу резолюция, призоваваща за освобождаването на Нелсън Мандела и признаването на Африканския национален конгрес след като демократите отхвърлят поправка изискваща отхвърлянето на насилието от АНК и изхвърлянето на комунистите от ръководството на партията. Появявайки се в CNN, Чейни отвръща на критиката по този въпрос, казвайки, че се е противопоставял на резолюцията защото на АНК „по онова време се е гледало като на терористиччна организация с много интереси противни на САЩ“.
Чейни е водещият представител на републиканското малцинство в Конгреса при разследването на аферата Иран-Контра, в която членове на администрацията на Рейгън продали оръжия на Иран и използвали парите за финансирането на партизанските отряди на Контрите, борещи се срещу избраното Сандиниско правителство в Никарагуа. В тази си роля, той редактира доклада на малцинството, отхвърлящ доклада на мнозинството, според който е бил нарушен законът. Според доклада на Чейни, правителството е допуснало единствено грешки в преценката си и Конгресът „е злоупотребил с властта си“, когато е приел закони за ограничаване на похарчените от президента средства за помагане на Контрите.
През декември 1988 г. Чейни е избран на втората най-важна длъжност в групата на републиканците в Камарата на представителите (House Minority Whip, букв. „камшик“ на малцинството).

## Министър на отбраната
Номинираният от новоизбрания президент на САЩ Джордж Х. У. Буш за министър на отбраната Джон Тауър е отхвърлен от Сената поради предишно негово поведение. Вторият избор на Буш е Дик Чейни, който е одобрен от Сената и служи като министър на отбраната на САЩ от 21 март 1989 г. до 20 януари 1993 г. Чейни се концентрира главно върху външни работи, а подробностите по вътрешното управление на Пентагона предава на заместника си Доналд Атууд. Той работи заедно с помощник-министъра по обществени дела Луис Уилямс и помощник-министъра за отбранителна политика Пол Улфовиц. За началник на генералния щаб на 1 октомври 1989 г. е назначен генерал Колин Пауъл. През мандата на Чейни личният състав на въоръжените сили е намален от 2202 милиона на 1776 милиона. Бюджетът за отбрана също е намален.

### Международни отношения
През декември 1989 г. 24 000 американски войници нахлуват в Панама, където свалят от власт президента Мануел Нориега и поставят на негово място Гилермо Ендара, който печели президентските избори през май същата година. Нориега анулира резултатите от изборите, което води до интензивен натиск срещу него. През октомври Нориега потиска военен преврат, но през декември, след като войници на панамската армия убиват американски военнослужещ и САЩ нахлуват в Панама под ръководството на Чейни. Заявената причина за нашествието е да се арестува Нориега, за да му бъде предявено обвинение в наркотрафик в САЩ, да се защитят американски животи и имущество и да се възстановят панамските граждански свободи.
Въпреки че мисията е притиворечива, американските войски постигат контрол над Панама и Ендара встъпва в президентския пост. Нориега намира убежище в посолството на Ватикана, но скоро американците го арестуват и пращат в Маями, където е осъден за трафик на наркотици през април 1992 г.
Разпадането на Съветския съюз и на Варшавския договор карат администрацията на Буш да преосмисли ролята на НАТО. Чейни вярва, че НАТО трябва да продължи да осигурява сигурност в Европа и че неговата важност за САЩ ще продължи. На последната среща на алианса в Брюксел през декември 1992 г. той казва, че НАТО трябва да подкрепи новите демокрации в Източна Европа и в бъдеще да им предложи членство, тъй като според него районът оставал опасен поради неясното бъдещо развитие на страните от бившия Съветски съюз. Чейни предупреждава за възможността страни като Ирак, Иран и Северна Корея да придобият ядрени компоненти от разпадащия се Съветски съюз. Той подкрепя инициативите, предприети от президентите Джордж Буш и Борис Елцин през 1991 – 92 г. да намалят производството и разполагането на ядрени оръжия, но в същото време остава скептичен за развитието на бившия Съветски блок и счита, че Буш е бил прекалено оптимистичен в подкрепата си за Михаил Горбачов и Борис Елцин.
Чейни силно се противопоставя на използването на американски сухопътни сили в Босна, където избухва война през април 1992 г. През август 1992 г. САЩ започват доставки на хуманитарна помощ на изпадналата в гражданска война Сомалия. По искане на президента Буш Чейни изпраща в Сомалия 26 000 американски военнослужещи за осигуряване на сигурност. Компанията Halliburton, чийто директор впоследствие става Чейни, получава договори за доставки на американските войски в Сомалия.
Чейни убеждава саудитската аристокрация да позволи бази за американски сухопътни восйки и военни самолети в страната. Това е важен елемент за успеха на Войната в Персийския залив, както и „гръмоотвод“ за ислямисти, които се противопоставят на не-мюсююлманските армии близост до техните свети места.
Към края на мандата си Чейни утвърждава дотогавашната политика на въоръжените сили спрямо хомосексуалисти и жени, според която на хомосексуалистите е забранено да служат, а на жените да участват в битка.
През 1992 г. Чейни одобрява доклада „Defense Planning Guidance“, написан от Пол Улфовиц и Луис Либи, който проповядва едностранни американски действия след разпадането на СССР.

### Война в Персийския залив
На 1 август 1990 г. иракският диктатор Саддам Хюсеин заповядва нахлуване в Кувейт. 140 000 иракски войници бързо окупират страната. Скоро след това Чейни посещава Саудитска Арабия, където получава разрешение от крал Фахд за разполагане на американски войници в страната. През септември 1990 г. Пентагонът обявява, че 250 000 иракски войници и 1500 танка са дислоцирани на границата със Саудитска Арабия, без да покажат доказателство. Съветски сателитни снимки направени същия ден опровергават твърдението. Обединените нации приемат резолюция, настояваща за изтегляне на иракските войски от Кувейт до 15 януари 1991 г. До този срок САЩ разполагат 500 000 войници в района на Персийския залив. Великобритания, Франция, Италия, Сирия и Египет също изпращат войници, а Германия и Япония обещават финансова подкрепа. Чейни участва заедно с генералите Колин Пауъл и Норман Шварцкопф в планирането на военната операция и нейната логистична подготовка. Той дори организира група в Пентагона, която да разработи алтернативен план за войната, „Операция Скорпион“, който е отхвърлен от президента Буш като прекалено рискован. Чейни също предлага на Буш да започне война без одобрение от Конгреса, но Буш отказва.
Джордж Буш решава да използва военни действия, ако Ирак не е напуснал Кувейт до 15 януари 1991 г. През ноември ООН приема резолюция позволяваща „всички необходими средства“ за изгонването на Ирак от Кувейт. На 12 януари 1991 г. двете камари на американския Конгрес приемат съвместна резолюция, позволяваща на президента Буш да използва военни действия след като е използвал всички други методи, за да осигури изпълнението от страна на Ирак на резолюциите на ООН.
Операция Пустинна буря започва на 17 януари 1991 г. с въздушни удари срещу иракски цели в Ирак и Кувейт. След въздушна офанзива от повече от пет седмици, Коалицията на ООН започва наземната война на 24 февруари с нахлуване в Кувейт от територията на Саудитска Арабия. До 100 часа иракските сили са разбити и генерал Шварцкопф обявява, че основната цел на операцията – изгонването на иракските войски от Кувейт – е изпълнена и след консултация с Чейни и Пауъл президентът Буш обявява край на военните действия в полунощ на 27 февруари, Вашингтонско време. 147 американци умират в бой, а други 236 умират вследствие на инциденти или по други причини.
След Операция Пустинна буря Пентагонът наема компанията Halliburton да гаси 320 пожара и наема дъщерната фирма на Halliburton Brwon & Root да възстанови инфраструктурата на Кувейт. През август 1992 г. Халибъртън е избрана от Инженерния корпус на американската армия да осигури логистика за срок от пет години.
Впоследствие започва дебат дали Саддам Хюсеин е трябвало да бъде свален от власт чрез влизане на съюзническите войски в Багдад. През 1991 г. в интервю за телевизия Ей Би Си Чейни казва:
| “ | Мисля, че ако американски войници бъдат въвлечени в гражданска война в Ирак, това би се превърнало в тресавище. Щом стигнем Багдад, какво ще правим? Кого ще поставим на власт? Какъв вид правителство? Сунитско правителство, шиитско правителство или кюрдско правителство? Светско ли ще бъде, подобно на партията Баас, фундаменталистко ислямско ли ще бъде? Аз не мисля, че Съединените щати искат да дадат военни жертви в Ирак и да поемат отговорност за управлението на Ирак. Мисля, че това няма никакъв смисъл.“ | ” |

На 15 април 1994 г. в интервю за телевизия C-SPAN, излъчено повторно на 11 юли 2007 г. Чейни също казва, че нахлуване в Ирак би било лоша идея и би довело до „тресавище“.

## Кариера в компанията Halliburton
След като напуска поста министър на отбраната през януари 1993 г. Чейни се присъединява към Американския предприемчески институт, неправителствена организация, формулираща политически позиции. През 1995 г. Чейни се отказва от амбицията си да се кандидатира за президент на САЩ и през октомври същата година става председател на борда и изпълнителен директор на енергийната компания Halliburton. През 1995 г. Халибъртън е глобена $4 млн. за продажба на Либия на продукти, които могат да бъдат използвани за ядрена програма. Халибъртън също е разследвана за отношенията си с Ирак и Иран. По време на управлението му Халибъртън печели федерални поръчки за $ 2,3 млрд., двойно повече отколкото за предишните пет години, както и още $ 1.5 млрд. заеми застраховани от данъкоплатеца. Действията на Чейни в Halliburton пораждат противоречия между анализаторите от Уолстрийт, а когато през 1998 г. Халибъртън се слива с Dresser Industries (бивш работодател на Джордж Х. У. Буш), някои от управителите на Dresser Industries критикуват Halliburton заради липсата на счетоводна прозрачност. Dresser Industries от своя страна носи със себе си нерешени съдебни дела за отравяне с азбест, които впоследствие поразяват новосъздадената компания като цената на акциите ѝ пада с 80% за една година. Halliburton установява дъщерни фирми на карибски острови, освободени от данъци и по този начин вноските ѝ в хазната на САЩ спадат от $ 302 млн. през 1998 г. до нула през 1999 г., като през същата година компанията получава $ 85 млн. обратно от държавата. През февруари 2000 г. Чейни напуска компанията на 25 юли 2000 г. Богатството на Чейни, оценявано между 30 и 100 млн. долара, е спечелено главно от работата му в Halliburton.
През 1997 г. заедно с Доналд Ръмсфелд, Пол Улфовиц, Джеб Буш и други Чейни основава Проекта за новия американски век, организация, поставила си за цел „да насърчава американското глобално лидерство“. Сред целите на ПНАВ е свалянето на Саддам Хюсеин от власт и трансформацията на американските въоръжени сили, включително въоръжаване в космоса, като в доклада на ПНАВ Rebuilding American Defenses се признава, че „процесът на трансформация вероятно ще бъде дълъг при отсъствието на някакво катастрофално и катализиращо събитие – като нов Пърл Харбър“. Чейни също е член на борда на съветниците на Еврейския институт по въпроси на националната сигурност.

## Вицепрезидент

### Заемане на поста
Докато все още работи в Халибъртън Дик Чейни оглавява републиканския комитет за намиране на кандидат за вицепрезидент на САЩ, но когато докладва на кандидата за президент на Републиканската партия Джордж У. Буш, Чейни предлага себе си за поста. Буш приема и на 25 юли обявява избора си пред пресата. Чейни напуска Халибъртън с компенсация от около $20 млн. Тъй като Буш и Чейни са жители на щата Тексас, а конституцията забранява на членовете на електоралната колегия от даден щат да гласуват за жители на същия щат като кандидат-президентска двойка, Чейни сменя адресната си регистрация, регистрирайки се като жител на Уайоминг. По време на кампанията Чейни отрича да е гласувал срещу резолюцията призоваваща за освобождаването на Нелсън Мандела, казвайки, че е гласувал против налагането на санкции срещу ЮАР, каквито обаче не са били включени в резолюцията. Дебатът между Чейни и кандидата за вицепрезидент на Демократическата партия Джо Либерман е много по-спокоен от дебатите на Джордж У. Буш и Ал Гор. Буш и Чейни печелят изборите след съдебна битка за резултата от гласуването в щата Флорида, където повторното преброяване е прекратено с решение на Върховния съд на САЩ на 13 декември 2000 г.
Докато изборите още не са решени, Буш/Чейни нямат право на държавно финансиране за сформиране на новото правителство и Чейни организира преходен офис, финансиран с частни средства. Чейни изготвя списъци с кандидати за длъжности, започвайки от държавен секретар, министър на отбраната и на финансите. Чейни предлага Доналд Ръмсфелд за министър на отбраната, но не успява да осигури на Пол Улфовиц поста директор на ЦРУ.
Джордж У. Буш и Дик Чейни встъпват в длъжност като 43-ти президент и 46-и вицепрезидент на САЩ на 20 януари 2001 г., а на 20 януари 2005 г. встъпват във втори мандатслед победа в президентските избори срещу Джон Кери и Джон Едуардс, съпътствани от сериозни изборни нередности, особено в ключовия щат Охайо.

### Увеличаване на властта на вицепрезидента
Вицепрезидентът на САЩ конституционно е силно ограничен в своите правомощия. Той е председател на Сената и като такъв може да гласува, когато броят на гласовете е равен. През 1980 г. кандидатът за президент на Републиканската партия Роналд Рейгън е преговарял с бившия президент Джералд Форд да стане кандидат за вицепрезидент. Чейни е участвал в преговорите от страната на Форд, който е искал засилване на ролята на вицепрезидента във властта. Форд в крайна сметка се отказва, но Чейни прилага идеите, събрани по това време при своето собствено заемане на поста. Според бившия вицепрезидент Дан Куейл, Чейни му е казал в деня на встъпването си в длъжност: „Аз имам различно разбиране с президента.“ по въпроса за ролята, която ще играе в новата администрация. Буш му позволява да има водещ глас във всяка област на управлението: икономика, сигурност, енергетика, както и в назначенията и номинациите за длъжности в правителството и за съдии от Върховния съд. Чейни е сред водещите фигури при приемането законите за намаляване на данъците, предложени от Буш, както и при вземането на други бюджетни решения.
Чейни е определен като най-силният и влиятелен вицепрезидент в историята.
Както поддръжници, така и противници, гледат на него като на ловък и знаещ политик, който познава функциите и сложностите на федералното правителство. Знак за активната роля на Чейни в създаването на политики е осигуряването на офис от тогавашния председател на Камарата на представителите Денис Хастерт близо до залата на Камарата за Чейни в допълнение към офиса му в Западното крило на Белия дом, церемониалния му офис в Старата изпълнителна офисна сграда, и неговите два сенатски офиси.
Чейни активно поддържа разширяването на властта на президента, казвайки, че предизвикателството от страна на администрацията на Буш на законите, приети от конгреса след Виетнам и Уотъргейт да задържа и надзирава изпълнителния клон – Законът за наблюдение на чуждото разузнаване, Законът за президентските архиви, Законът за свобода на информацията и резолюцията за военната власт са, по думите на Чейни, „възстановяване, ако щете, на властта и авторитета на президента.“
През юни 2007, Washington Post резюмира вицепрезидентството на Чейни в поредица от четири части, която печели награда Пулицър.
Поредицата е базирана отчасти на интервюта с бивши служители на администрацията. Статиите характеризират Чейни не като „президент в сянка“, а като някой, който обикновено има последната дума за съвет на президента по политики, които в много случаи преобразяват властта на президента.
В началото на 2001 г. Чейни ръководи Групата за развитие на национална енергийна политика (ГРНЕП), която включва представители на енергийната индустрия, включително от компанията Енрон. След скандалния банкрут на Енрон администрацията на Буш е обвинена в непочтени връзки с енергийната промишленост. През юли 2003 г. Върховният съд отсъжда, че министерството на търговията трябва да покаже документи на ГРНЕП, съдържащи информация за компании, сключили споразумения със Саддам Хюсеин да разработват иракския петрол. Чейни отказва да освободи исканите документи от националната архивна администрация, което кара медии като сп. Time и телевизия CBS да го нарекат „четвърти клон на правителството“, който е над закона.
Чейни има склонност да прикрива своята дейност като вицепрезидент. Според него „вицепрезидент“ е уникална длъжност, която не е част нито от изпълнителната, нито от законодателната власт и следователно той не трябва да се подчинява на правилата за тези две власти. Той поставя надпис на документите си „Да се третира като секретно“, като по този начин некласифицирани документи остават тайни и използва три сейфа с размер на човешки ръст в офиса си. Чейни отказва да издаде имената или дори броя на персонала си, не публикува календар на дейностите си и е наредил на Тайните служби да унищожават записите на посещенията му. Когато след 11 септември, 2001 г. се решава да се започне програма за подслушване в САЩ и са привикани за уведомяване членове на Конгреса, с тях говори вицепрезидентът, тъй като президентът Буш му е делегирал отговорност за разузнавателната дейност.

### 11 септември 2001 г.
Когато става известно, че се извършват терористични атентати на 11 септември 2001 г., Чейни е заведен от Тайните служби в бункера под Белия дом, където наблюдава по телевизията случващото се. Според свидетели вицепрезидентът не е показал видима реакция, когато Световния търговски център в Ню Йорк е рухнал.
Министърът на транспорта Норман Минета свидетелства пред Комисията за атентатите от 11 септември, че Дик Чейни е бил уведомен в бункера на Белия дом за приближаващ към Пентагона самолет и бил запитан от млад мъж, когато самолетът се е приближил на разстояние 10 мили дали заповедите все още са валидни, на което вицепрезидентът ядосано отговорил, „Разбира се, че заповедите все още са валидни, чул ли си нещо противно?“. Според Доклада на Комисията за атентатите от 11 септември, заповедта за сваляне на пътнически самолети е дадена 55 минути след като е бил ударен Пентагонът. Според конспиративните теории за атентатите от 11 септември заповедта е била самолетът да не се сваля.
След атентатите от 11 септември 2001 г. Чейни е държан известно време на тайно място поради съображения за сигурност и общува с Белия дом посредством сигурни видео-телефони.

### Война срещу тероризма
На 8 май 2001 г. президентът Буш упълномощава вицепрезидента Чейни да координира и надзирава развитието на правителствени инициативи за защита на САЩ от терористични атаки с оръжия за масово унищожение. Чейни трябва да представи доклад пред Конгреса до 1 октомври същата година
След атентатите от 11 септември Чейни участва активно в определянето на политиката за т. нар. война срещу тероризма. През цялата си кариера Чейни се е застъпвал за силната президентска власт и сега става архитект на разширяването на пълномощията на президента.

#### Третиране на задържаните
Чейни предлага на президента Буш да издаде заповед, според която задържаните във войната срещу тероризма нямат достъп до съд, могат да бъдат задържани безсрочно и ако въобще ще бъдат съдени, то това ще стане посредством военни комисии. Пленените в Афганистан се считат за „незаконни бойци“, не за военнопленници, и защитата на Женевската конвенция им е отказана. Офисът на вицепрезидента играе решаваща роля в премахването на ограниченията върху упражнението на сила спрямо затворниците и във възлагането и защитаването на правни становища, които администрацията на Буш впоследствие представя като произлизащи от нискостоящи служители. След репортажите за малтретиране на затворници в затворите Абу Граиб, Ирак и Гуантанамо, Куба през 2004 г. съдилищата и Конгресът на САЩ започват да оказват съпротива срещу практиката на „твърдо разпитване“, но много от методите и принципите прокарани от Чейни остават в действие. На 5 октомври 2005 г. Сенатът приема Закона за третиране на задържаните на Джон МакКейн, който включва текста на Женевската конвенция. Новият закон обаче ограничава само военните до списъка с приемливи методи за разпит, а на ЦРУ се забранява само „нехуманно“ и „жестоко“ отношение към затворниците, като се казва, че законът ще бъде тълкуван в контекста на американската конституция, което е достатъчно за Чейни, чийто адвокат Дейвид Адингтън редактира изявлението при подписване на закона от Буш, според което президентът ще тълкува закона „по начин в съгласие с конституционната власт на президента да надзирава единната изпълнителна власт и като главнокомандващ“. На 29 юни 2006 г. Върховният съд отсъжда, че администрацията на Буш няма право съди задържаните във военни комисии. Законът за военните комисии приет от Конгреса на 29 септември същата година обаче „дава на вицепрезидента почти всичко, което е поискал“. Според закона, президентът има властта да тълкува стандартите на Женевската конвенция, а не Върховният съд. Той също дава имунитет на служители на ЦРУ и правителството срещу подвеждане под отговорност за минали военни престъпления или изтезания.
Статиите описват влиянието на Чейни върху решения отнасящи се до задържането на заподозрени терористи и законовите граници, които се прилагат при техните разпити, особено какво съставлява мъчение. Полковник Лорънс Уикерсън, който служи като началник на кабинета на Колин Пауъл, когато той е председател на Главния щаб по същото време, когато Чейни е министър на отбраната и след това по-късно, когато Пауъл е държавен секретар на САЩ, заявява в интервю, че Чейни и Доналд Ръмсфелд установяват алтернативна програма за разпитване задържани след 11 септември 2001 г. взаимното им недоверие към ЦРУ.
На 14 февруари 2010, появявайки се в предаването на Ей Би Си Тази седмица, Чейни потвърждава подкрепата си за уотърбординг (давенето) и усилените техники за разпитване за заловени заподозряни в тероризъм, казвайки, „Аз бях и си оставам силен застъпник за нашата програма за усилено разпитване.“"
През юли 2011 г. международната организация Human Rights Watch в доклад призовава Съединените щати да проведат криминално разследване срещу Джордж У. Буш, Дик Чейни, Доналд Ръмсфелд и директора на ЦРУ Джордж Тенет по обвинение в измъчване на затворници.

#### Програма за подслушване
В края на 2005 г. става известно, че администрацията на Буш е упълномощила шпиониране на американски граждани без да иска разрешение от специалния съд, създаден чрез закона за подслушване от 1978 г. Чейни играе ключова роля в установяването на програмата. Според него, президентът има конституционно право да упълномощи такава програма. По времето на администрацията на Форд се е състоял подобен дебат за употребата на разузнавателни средства с участието на Джордж Х. У. Буш, Доналд Ръмсфелд и Дик Чейни.

#### Война в Ирак
Според доклад на Института за обществена политика Бейкър представен пред Групата за развитие на национална енергийна политика на Чейни през април 2001 г., дестабилизиращото въздействие на Ирак на пазара на петрол поставя неприемлив риск за САЩ и поради това препоръчва военна намеса. Бившият финансов министър от администрацията на Буш Пол О'Нийл потвърждава през 2004 г., че войната срещу Ирак е била планирана още в началото на 2001 г.
След атентатите от 11 септември 2001 г., Чейни способства за осигуряването на оправдание за влизане във война с Ирак. Той е сред основните поддръжници на нахлуването на американски войски в Ирак през март 2003 г. и участва в изготвянето на разузнавателната документация, която осигурява мотивацията за него. Чейни твърди, че има връзки между Саддам Хюсеин и ал Кайда], въпреки че президентът Буш получава класифициран дневен меморандум на 21 септември 2001 посочващ, че американското разузнаване няма доказателства, свързващи Саддам Хюсеин с атентатите от 11 септември и ал Кайда. Комисията за 11 септември също заключава през 2004 г. че „няма сътрудничество“ между Ирак и ал Кайда. Чейни многократно твърди, че Ирак притежава оръжия за масово унищожение, които представляват заплаха за САЩ. Преди началото на войната Чейни прави няколко лични визити на щабквартирата на ЦРУ, където поставя под въпрос заключенията на анализатори на агенцията от средно ниво. Той твърди, че нахлуването в Ирак ще бъде „огромен успех“ и че американските войски ще бъдат посрещнати като освободители, и посещава страната многократно. Чейни често критикува критиците, наричайки ги „опортюнисти“, които разгласяват „цинични и вредни лъжи“, за да придобият политическа полза, докато американските войници загиват в Ирак. В отговор сенаторът Джон Кери заявява, „Трудно е да се назове служител на правителството с по-малко правдоподобност за Ирак [от Чейни].“
Компанията Halliburton получава договори за работа в Ирак, някои от които без конкурс, включително за логистична подкрепа на американските войски и за възстановяване на нефтената промишленост, на стойност над $10 млрд., като за някои от услугите си е искала завишени цени. Освен че е бивш изпълнителен директор на компанията, Чейни все още притежава акции от нея и продължава да получава отложени плащания от компанията. Компанията също строи затворническия лагер в базата Гуантанамо за $37 млн. и американското посолство в Кабул.

#### Скандал с Валери Плейм
През 2005 г. началникът на кабинета и помощник по националната сигурност на Дик Чейни Луис Либи напуска поста си след като е обвинен в лъжесвидетелство и възпрепятстване на правосъдието при разследването на разкриването на идентичността на агентката на ЦРУ Валери Плейм, чийто съпруг Джоузеф Уилсън е изпратен на мисия в Чад през 2002 г., за да открие доказателства за търговия с компоненти за ядрената програма на Саддам Хюсеин, но не успява и изразява скептицизъм по отношение възможностите на Ирак да произведе ядрено оръжие. През 2007 г. Либи е осъден на две и половина години затвор и глоба от 250 000 долара. На 2 юли същата година Джордж У. Буш смекчава наказанието, осигурявайки свободата на Либи. Либи е един от основните автори на доклада пред ООН за оръжията за масово унищожение на Ирак. Пред съда той казва, че Чейни му е наредил да предаде на пресата през 2003 г. класифицирана разузнавателна информация за иракските оръжия. Подозренията, че Дик Чейни е дирижирал разкриването на идентичността на Валери Плейм като отмъщение срещу съпруга ѝ не са доказани.

#### Опит за убийство
На 27 февруари 2007 г. в около 10 a.m., терорист самоубиец убива 23 души и ранява още 20 изван авиобазата Баграм в Афганистан по време на визита от Чейни. Кари Ахмади, говорител на талибаните, поема отговорност за атентата и казва, че Чейни е бил целта. Талибаните твърдят, че Осама бин Ладен е надзиравал операцията. Бомбата избухва извън основната порта, на 800 метра от Чейни. Ой казва, че чул взрива „Чух силно избухване... Тайните служби додоха и казаха, че е имало атака срещу основната порта." Целта на визитата на Чейни в региона е да притисне Пакистан за обединен фронт срещу талибаните.

### Политика спрямо Иран и Северна Корея
Пентагонът, действащ в съответствие с инструкции от офиса на Дик Чейни, натоварва през 2005 г. Стратегическото командване на САЩ да разработи план за нападение срещу Иран в отговор на нова атака подобна на атентатите от 11 септември, включващ въздушно нападение с конвенционални и тактически ядрени оръжия.
Въпреки че Чейни подкрепя използването на военна сила срещу Иран, през 2007 г. президентът Буш се ограничава с подписването на документ подкрепящ извършването от ЦРУ на „черни операции“, целящи да дестабилизират и в крайна сметка да свалят от власт ислямския режим, включително саботиране на иранската ядрена програма. Администрацията на Буш също финансира сепаратиски терористични групи в Иран.
През юни 2008, Чейни се опитва да блокира усилията на държавния секретар Кондолиза Райс да сключи противоречиво компромисно споразумение със Северна Корея за ядрената програма на комунистическата държава.

### Политика към околната среда
Дик Чейни многократно се намесва „зад сцената“, за да подкопае закони за околната среда в полза на бизнеса. Чейни настоява за установяването в планината Юка, Невада на национално хранилище за радиоактивни отпадъци въпреки опасенията за безопасност. Той също спомага за пренаписването на закон от времето на Бил Клинтън, който е поставил една трета от федералните гори извън достъп на дърводобивната и минната промишленост. Чейни изказва съмнение относно причините за глобалното затопляне, противопоставя се на поставянето на ограничения на емисиите от газове предизвикващи парников ефект и се стреми да потисне инакомислие по този въпрос в правителството.
Той настоява пред директорката на Агенцията за опазване на околна среда Кристин Тод Уитмън още в началото на мандата си да облекчи контрола над замърсяването от топлоелектроцентрали и рафинерии. Според Кристин Тод Уитмън, оставката ѝ като директор на Агенцията за опазване на околна среда се дължи на натиска от страна на Чейни по въпроса за замърсяването на въздуха.
Статиите на Ващингтон Поуст също наблягат на влиянието зад сцената върху политиката за околна среда на администрацията за облекчаване на контрола върху замърсяването на електроцентрали, да улесни освобождаването от ядрени отпадъци, да отвори достъпа до федералните източници на дървесина и да избегне федералните ограничения върху емисиите на парникови газове, сред други въпроси. Статиите характеризират подхода му към формулирането на политика като предпочитащ бизнеса пред околната среда.
През юли 2008, бивш служител на Американската агенция за опазване на околната среда заявява публично, че офисът на Чейни настоявал за премахване на много информация от доклада на Центъра за контрол и профилактика на болестите за здравните ефекти на глобалното затопляне „страхувайки се, че представянето от водещ здравен служител може да затрудни избягването на регулирането на парниковите газове.“ През октомври, когато докладът се появява с шест страници изрязани от свидетелствата, Белият дом заявява, че са направени поради тревоги относно точността на науката. Според бившия старши съветник по промяната на климата на агенцията за опазване на околната среда, Стивън Джонсън, Офисът на Чейни е директно отговорен за почти половината изтриване на първоначални показания.

### Предложение за импийчмънт
На 24 април 2007 г. конгресменът от Охайо Денис Кусинич подава в Конгреса резолюция за импийчмънт на Чейни заради:
- Манипулация на разузнавателния процес, за да изфабрикува заплаха от иракски оръжия за масово унищожение
- Фабрикуване на връзка между ал Кайда и Ирак, за да оправдае използването на американски въоръжени сили срещу Ирак
- Заплашване с използване на сила срещу Иран при отсъствието на доказателства за реална заплаха от Иран срещу САЩ

Кусинич прилага поне 15 документа подкрепящи всяко едно обвинение. Отначало резолюцията не е подкрепена, но впоследствие я подписват 22 членове на Камарата на представителите, шест от които са членове на Правната комисия. След изминаването на 6 месеца, без да се стигне до дебат, Кусинич подава повторно резолюцията на 6 ноември 2007 г.

### Ловен инцидент
На 11 февруари 2006, Чейни случайно застрелва Хари Уитинтън, 78-годишен тексаски адвокат, в лицето, врата и гръдния кош със сачми за птици, когато се обръща, за да стреля по пъдпъдък по време на лов в южно Тексаско ранчо.
Уитингтън получава слаб сърдечен удар и предсърдни фибрилации поради сачма, която засяда във външните слоеве на сърцето му. Шерифът от окръг Кенеди освобождава от криминална отговорност по въпроса Чейни, а в интервю с Fox News, Чейни поема пълна отговорност за инцидента. Уитингтън е изписан от болница на 17 февруари 2006. По-късно той заявява, „Моето семейство и аз дълбоко съжаляваме за всичко това, през което трябваще да премине вицепрезидентът Чейни през тази изминала седмица.“

## Обществено възприятие
В началото на администрацията на Буш допитванията до общественото мнение са повече положителни, отколкото отрицателни. След атентатите от 11 септември 2001 г., рейтингът и на Буш, и на Чейни се покачва, като на Чейни достига 68 %, а на президента 90 %. Рейтингите и на двамата обаче спадат след нашествието в Ирак през 2003. Данните за Чейни от проучванията на Галъп са сходни с други проучвания:
- Април 2001 – 63% одобрение, 21% неодобрение
- януари 2002 – 68% одобрение, 18% неодобрение
- януари 2004 – 56% одобрение, 36% неодобрение
- януари 2005 – 50% одобрение, 40% неодобрение
- януари 2006 – 41% одобрение, 46% неодобрение
- юли 2007 – 30% одобрение, 60% неодобрение
- март 2009 – 30% одобрение, 63% неодобрение

Чейни често е бил сравняван с Дарт Вейдър, характеристика произлязла от неговите критици, но по-късно шеговито възприета от самия Чейни, както и от членове на семейството и персонала му.
Чейни ще бъде предмет на минисериал на телевизия HBO, базиран на книгата от 2008 на Бартън Гелман Angler: The Cheney Vice Presidency и на документалния филм от 2006 „The Dark Side“ („Тъмната страна“), продуциран от PBS.

## След вицепрезиднтския пост 2009-
Чейни поддържа видим публичен профил след като напуска поста, особено критикувайки политиката на администрацията на Обама за националната сигурност. През май 2009 Чейни говори в подкрепа на еднополовите бракове, с което става един от най-видните републикански политици, изразили такава позиция. Дъщеря му Мери Чейни е в открита лесбийска връзка с дългосрочния си партньор Хедър По.
Въпреки че по обичай бивш вицепрезидент получава неофициална шестмесечна охрана от тайните служби на САЩ, президентът Обама удължава периода на охрана за Чейни.
На 11 юли 2009 директорът на ЦРУ Леон Панета казва на комисиите по разузнаване на Сената и Камарата, че ЦРУ задържа информация за тайна контратерористична програма от конгреса за осем години по директна заповед от Дик Чейни. Според конгресни служители програмата е започната от контратерористиния център скоро след атаките от 11 септември 2001, но никога не става напълно операционна, включвайки планиране и обучение, което се провежда от 2001 до тази година. Wall Street Journal съобщава, че програмата е програмата е опит ѝа провеждане президентско упълномоаване от за пленяване или убиване на агенти на ал Кайда operatives.

### Отношение към президента Обама
Чейни публично е критикувал президента Обама след избирането му на поста. На 29 декември 2009, четири дни след опита за взривяване на международен полет от Холандия до САЩ, Чейни критикува Обама: „[Ние] сме във война и когато президентът се преструва, че не сме, това ни прави по-малко в безопасност. [...] Защо не иска да признае, че сме във война? Не се вписва в светогледа, който донася със себе си в Oвалния кабинет. Не се вписва в това, което изглежда цел на президентството му – социална трансформация – реструктурирането на американското общество.“
При участие в предаването This Week на Ей Би Си на 14 февруари 2010 г. Чейни повтаря критиката си към политиките на администрацията на Обама за третиране на заподозрени терористи, критикувайки „манталитета“ за отнасяне към „терористични атаки към Съединените щати като криминални актове, а не актове на война.“.
В интервю за ABC News на 2 май 2011 г. Чейни дава положителна оценка на администрацията на Обама за операцията довела до убийството на Осама бин Ладен.